# Ilyushin Il-86

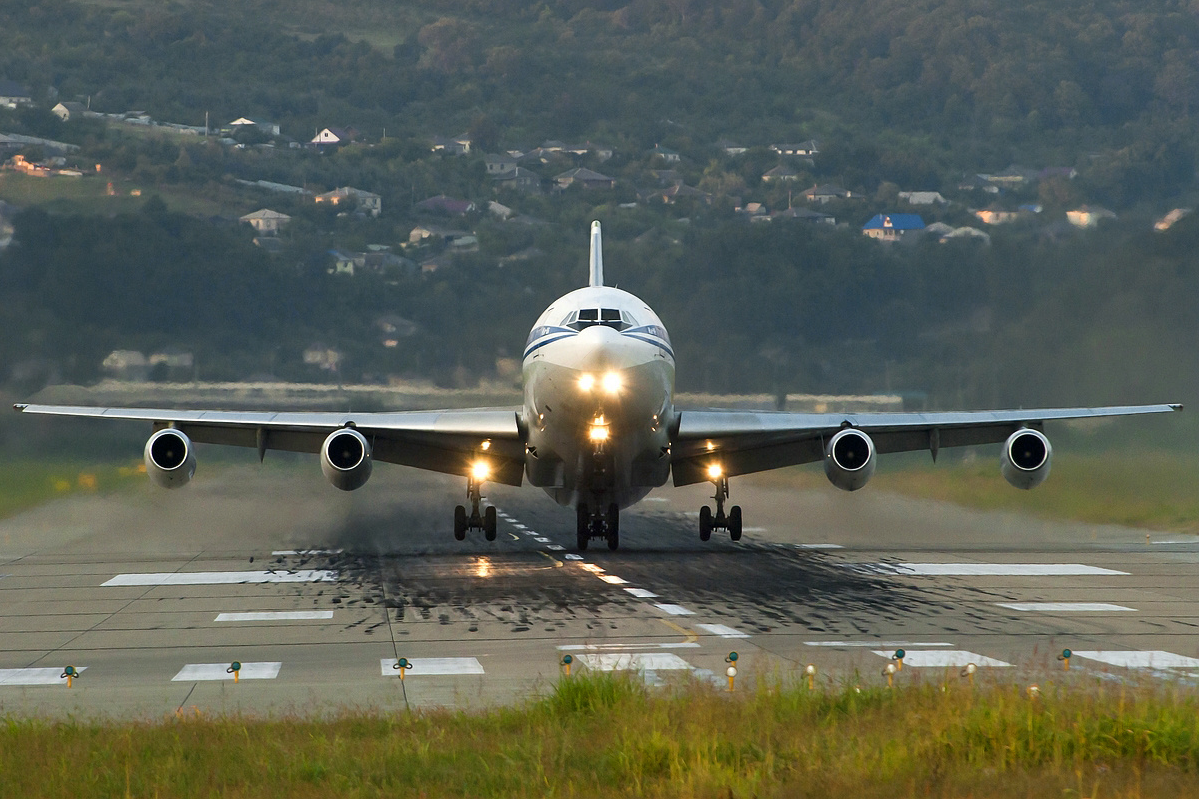
La vista frontale di un Ilyushin Il-86.

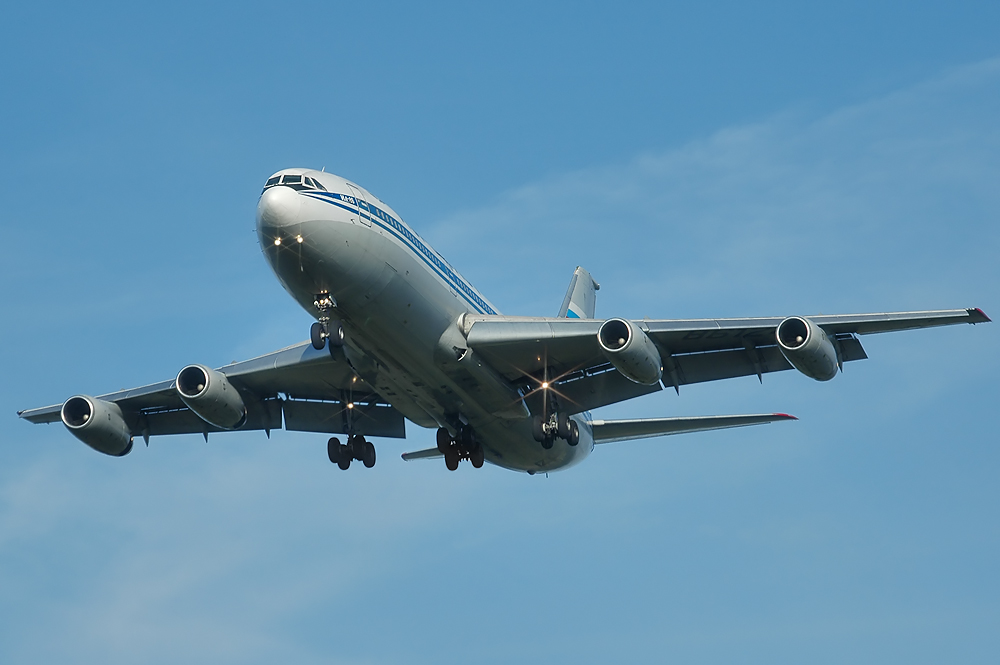
Un Ilyushin Il-86 in fase di atterraggio.

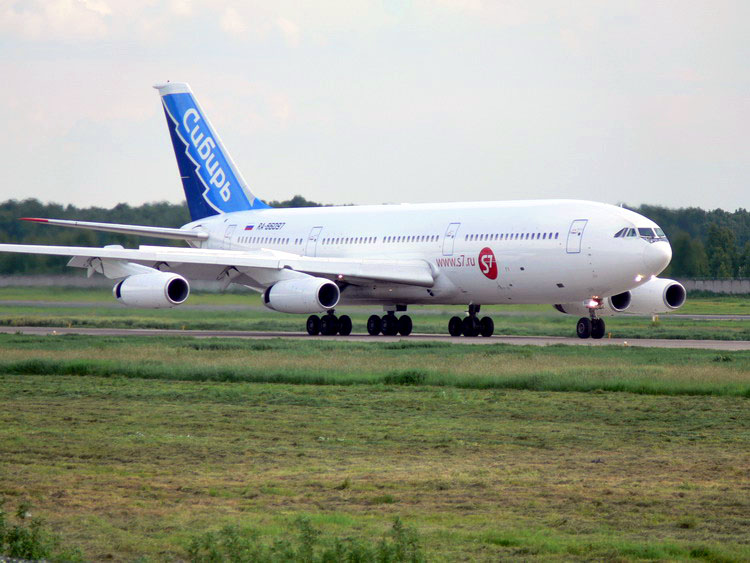
Un Ilyushin Il-86 nella livrea storica della russa S7 Airlines nell'Aeroporto di Mosca-Domodedovo.

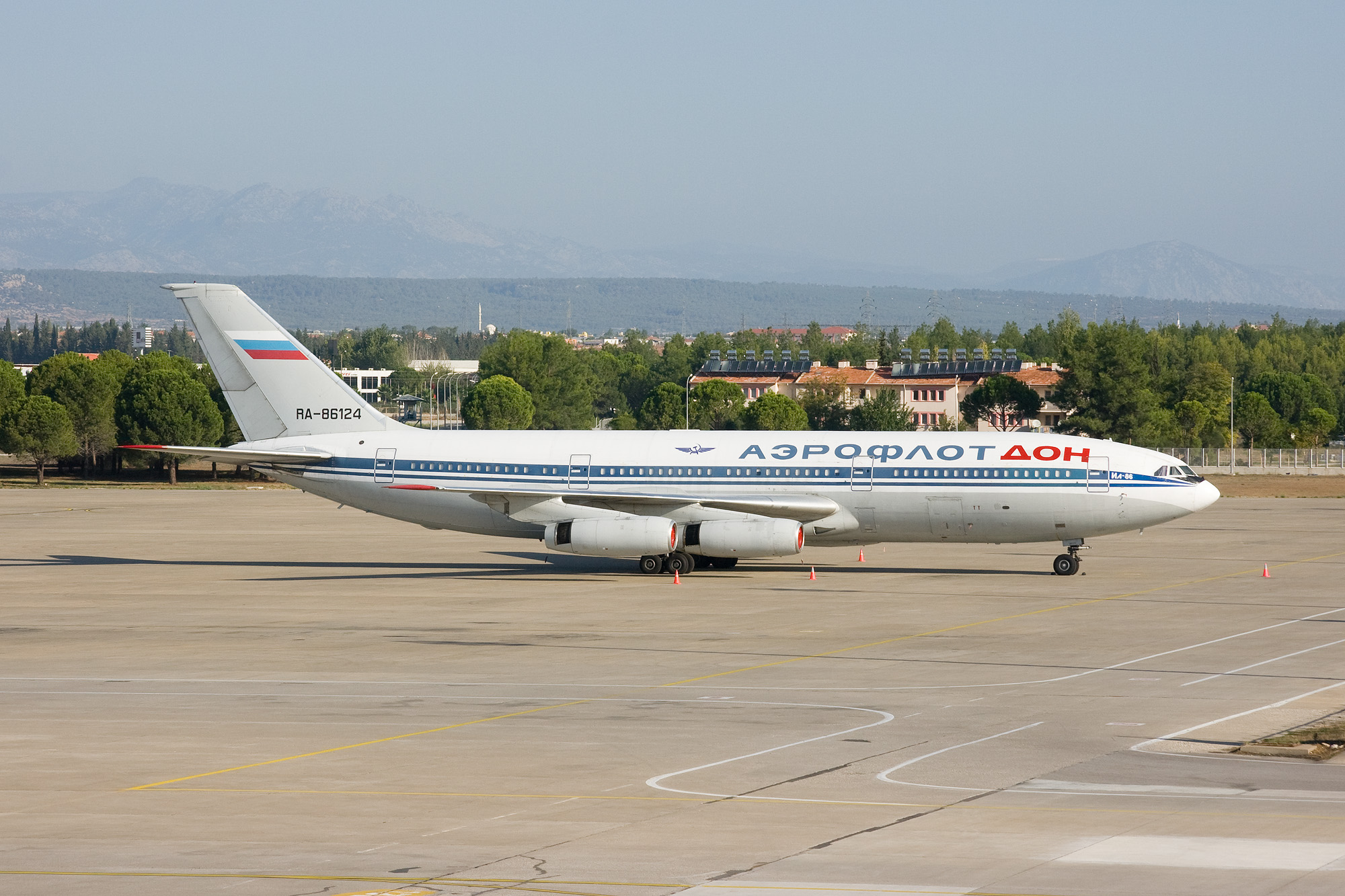
Un Ilyushin Il-86 nella livrea storica della russa Aeroflot-Don.

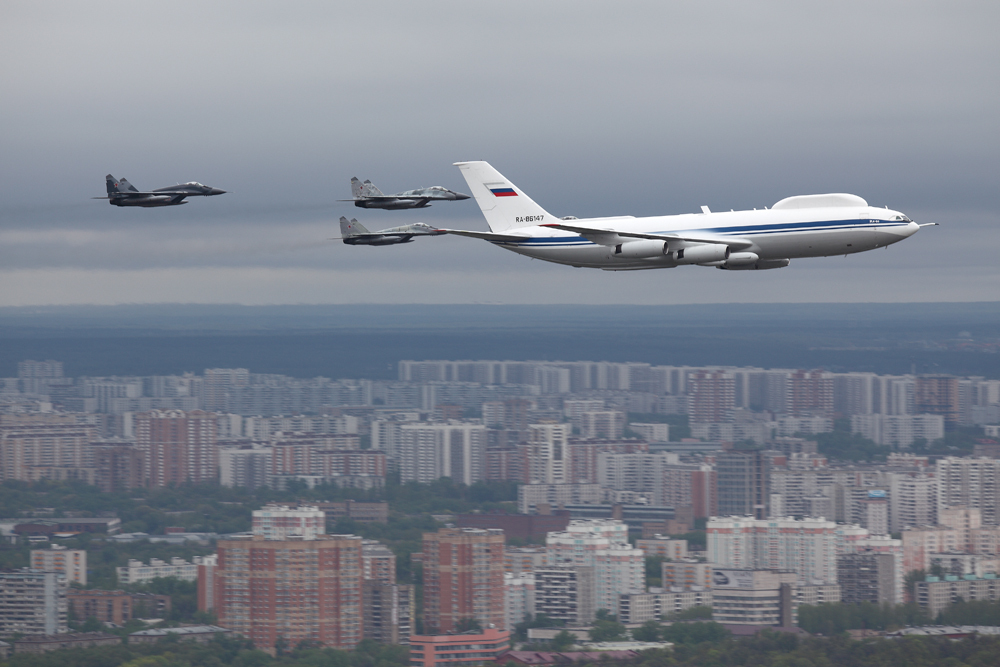
Un Il-80 scortato da 3 Mig-29 alle prove della parata della Vittoria il 6 maggio 2010 a Mosca.

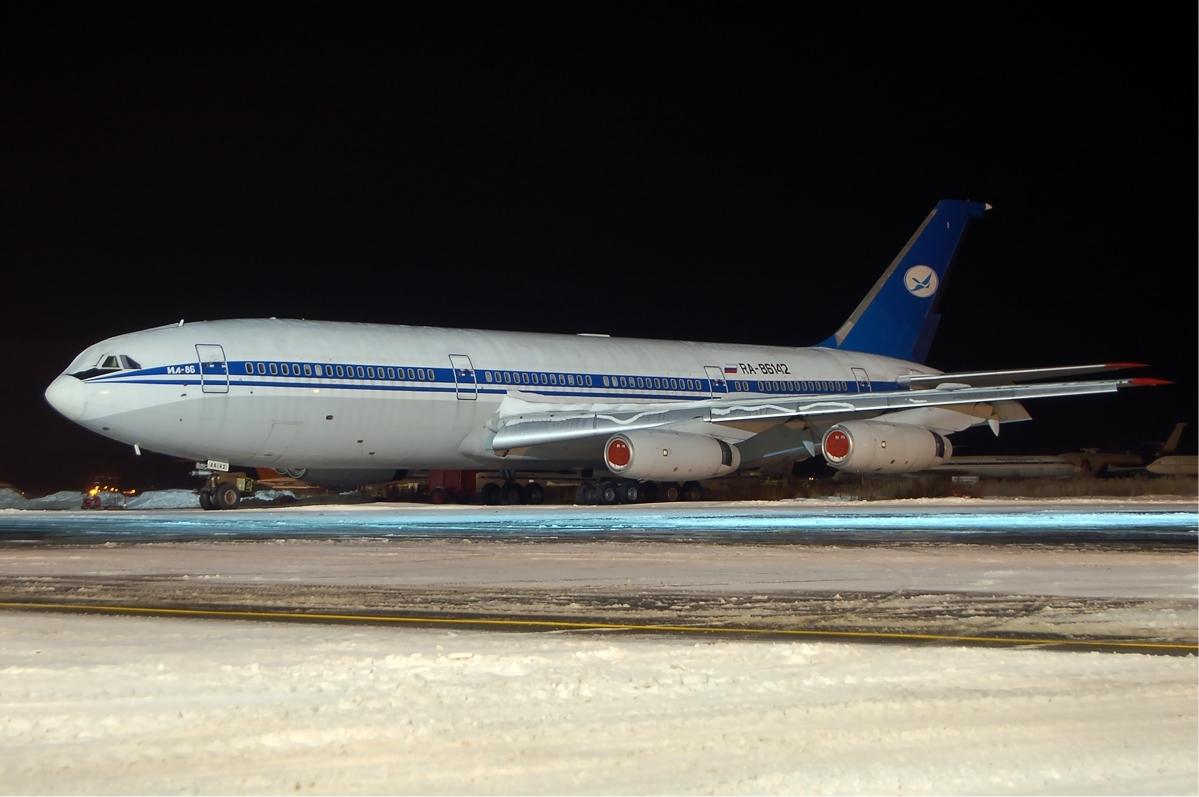
Un Ilyushin Il-86 nella livrea storica della russa Kazan Air Enterprise.

L'Ilyushin Il-86 (in caratteri cirillici Ильюшин Ил-86) è stato un aereo sovietico di linea a lungo raggio costruito dall'OKB sovietico di S. V. Ilyushin.

## Storia
L'Ilyushin Il-86 è stato il primo aereo wide body dell'Unione Sovietica. Annunciato nel 1971, il nuovo aereo fece il suo primo volo il 22 dicembre 1976. Nel giugno 1980 il prototipo dell'aereo nella livrea dell'Aeroflot è stato presentato durante il Salone di Le Bourget. L'aereo entrò in servizio nel dicembre del 1980 sulla rotta Mosca - Tashkent. Il capo del progetto dello sviluppo dell'aereo Ilyushin Il-86 era l'ingegnere sovietico Henrich Novozhilov (in russo: Генрих Новожилов).
Caratterizzato da buone prestazioni, spazio merci e resistenza, l'aereo era però dotato di quattro propulsori di fabbricazione sovietica non potenti quanto quelli di fabbricazione statunitense in dotazione ad aerei di dimensioni simili.
I passeggeri potevano salire a bordo per mezzo di scalette integrate nella fusoliera, accedendo al piano inferiore per lasciare i bagagli, per proseguire con una scala interna fino ai propri posti al piano superiore.

## Versioni
- Ilyushin Il-86 - la versione base
  - Ilyushin Il-86 Rossija - la versione speciale VIP per il Presidente della Russia
- Ilyushin Il-80/87 - la versione militare per comando, controllo e comunicazione delle Forze Armate della Russia, in effetti un posto di comando volante.
- Ilyushin Il-86D - la versione modificata, la base dello sviluppo dell'aereo Ilyushin Il-96.

## Operatori civili
Non vi sono più compagnie aeree di linea che ne usufruiscono. 3 esemplari dell'Ilyushin Il-86 sono presenti nella flotta della VVS, l'Aeronautica Militare Russa.

## Operatori civili storici
In passato è stato utilizzato anche da:
- Aeroflot (fino al 2005 - 2)
- Aerolicht
- Air-Van Airlines
- AJT Air International
- Atlant-Sojuz (fino al 2010 - 8)
- Belavia
- China Xinjiang Airlines
- Continental Airways (ex-Aeroflot Charter)
- Dallo Airlines
- East Line Airlines
- Hajvairy Airlines
- IRS Aero
- Jana Arka Airlines
- Kazan Air Enterprise
- Kazakstan Airlines (fino al 2007)
- KrasAir (fino al 2008 - 4)
- Moscow Airways
- Orient Avia
- Rossija Airlines (fino al 2008 - 4)
- Russian Sky Airlines
- S7 Airlines (fino al 2008 - 9)
- Tatarstan Airlines
- Transaero Airlines
- Transeuropean Airlines
- Ural Airlines (fino al 2010 - 4)
- Uzbekistan Airways
- VASO Airlines
- VIM-Avia
- Vnukovo Airlines (fino al 2001, passati alla S7 Airlines in seguito alla fusione)
- Južnaja Aircompany
- UHCAS

## Aerei simili
- Airbus A340-600
- Ilyushin Il-96